# BUISY

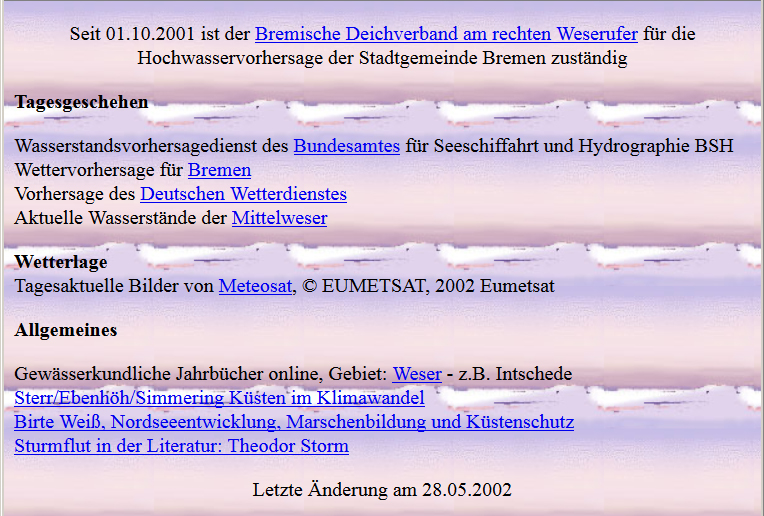
Bild aus dem BUISY im Jahre 2002

BUISY ist die Kurzbezeichnung für das Bremer Umweltinformationssystem. Es ist ein landesweites Umweltinformationssystem der öffentlichen Verwaltung des deutschen Bundeslandes Bremen. Neben der informationstechnischen Infrastruktur liefert es auch den fachlich-organisatorischen Rahmen zur Bereitstellung aktueller Umweltdaten für die Öffentlichkeit und unterstützt die Erledigung staatlicher und kommunaler Umweltaufgaben.

## Aufgaben
Als zentrales Instrument zur Umweltbeobachtung, Umweltberichterstattung und Erfüllung umweltbezogener Verwaltungsaufgaben führt das BUISY Daten aus unterschiedlichen Fachbereichen zusammen. Dazu gehören sowohl laufende Messdaten aus der Überwachung von Luft- und Wasserqualität, als auch Berichte, Statistiken und allgemeine Informationen zu Umweltthemen. Während es sich in der Anfangszeit weitgehend um eine freiwillige Dienstleistung handelte, gibt es inzwischen durch verschiedene gesetzliche Regelungen wie das Umweltinformationsgesetz und die Aarhus-Konvention seit langem auch eine Verpflichtung zur Veröffentlichung der Umweltdaten.

### Informationen zur Gewässerqualität
Von einer Station in Bremen-Hemelingen werden Messwerte der letzten 6 Monate für die Leitfähigkeit, die Temperatur, den pH-Wert und den Sauerstoffgehalt des Weserwassers angezeigt. Ferner sind die Daten seit dem Jahre 1979 verfügbar. Eine weitere Station an der Weser in Farge wird im Rahmen der Flussgebietsgemeinschaft Weser (ehemals ARGE Weser) betrieben; diese Daten werden nicht im BUISY, sondern im Zusammenhang mit der Wasserqualität im Einzugsgebiet der Weser dargestellt.

### Informationen zur Luftqualität

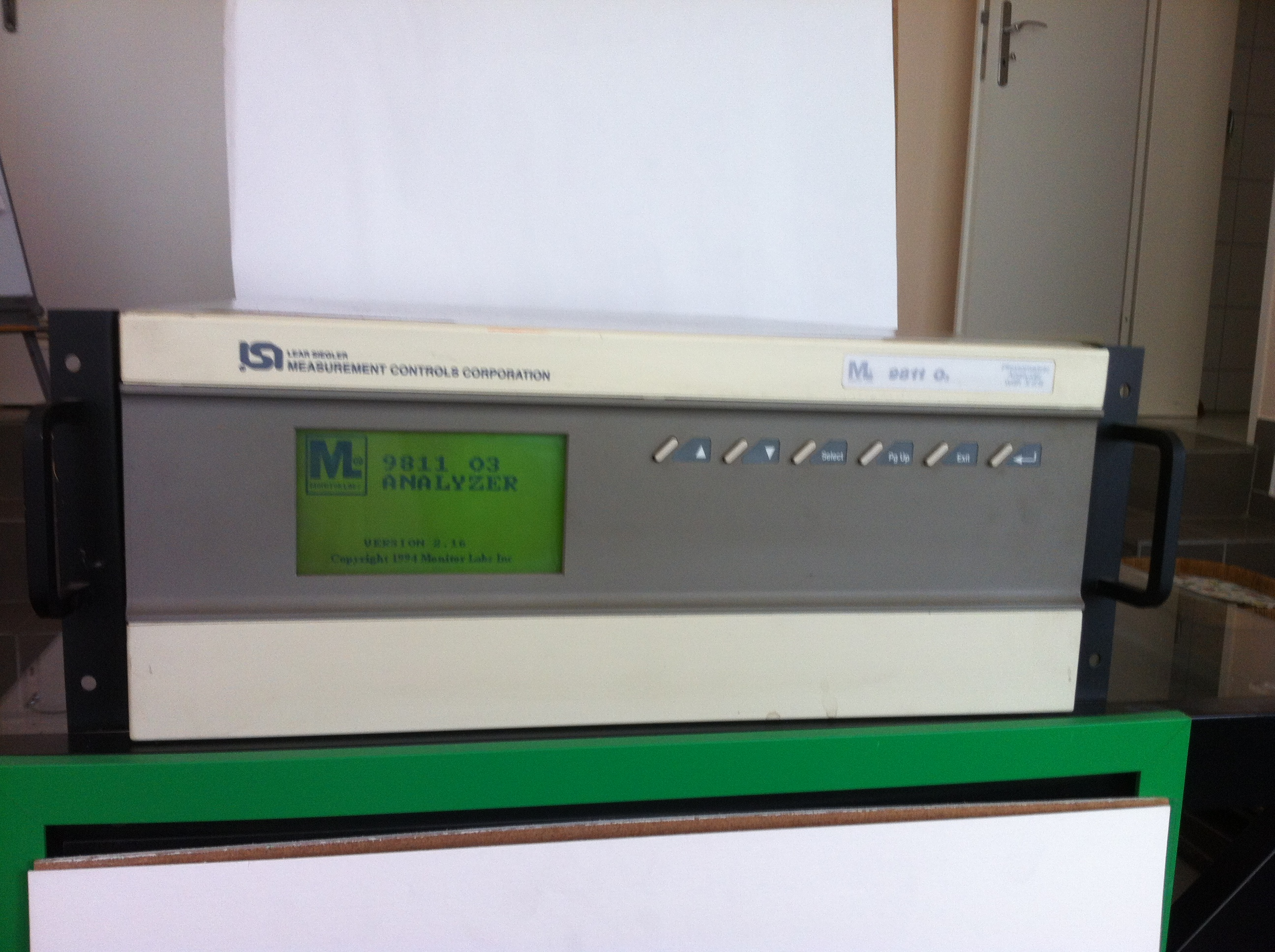
Ozon-Messgerät, lieferte bereits in den 1990er Jahren Daten für das BUISY

Das Bremer Luftüberwachungssystem (BLUES) wurde 1987 im Rahmen der Smogverordnung eingerichtet. Im Laufe der Zeit wurde an mehr als 15 verschiedenen Standorten die Luftqualität im Lande Bremen gemessen. Die Messwerte werden meist tagesaktuell dargestellt. Darüber hinaus geben die Jahresberichte eine Übersicht. Einige Daten werden auch an das Umweltbundesamt geliefert und dort für die großräumige Darstellung der Luftqualität genutzt.

## Geschichte
Im Rahmen eines Bürgerinformationssystems, das von Bremen seit 1994 betrieben wurde, entstand der Anspruch, aktuell wichtige Informationen zeitnah über das Internet zur Verfügung zu stellen. Dies betraf insbesondere die Messwerte zu Ozon im Hochsommer, Informationen über zugefrorene Gewässer im Winter und die Qualität von Badegewässern.
Im Jahre 1997 erfolgte der Projektstart für das BUISY als Informationsangebot im Internet. Die Entwicklung des ersten Systems erfolgte maßgeblich in Zusammenarbeit mit dem TZI Bremen (Technologie-Zentrum Informatik und Informationstechnik). Erfasst wurden Informationen zur Luftqualität, wie sie bereits durch das System BLUES zur Verfügung standen, zur Gewässerqualität, zu Landschafts- und Naturschutzgebieten, zu Böden und Altlasten in Bremen, zu Klima und Energie, zum Abfall sowie zu Förderprogrammen im Umweltbereich. Die Veröffentlichung erfolgte 1999. Im Laufe der Jahre wurde das Layout mehrmals überarbeitet.
Die Inhalte werden von Fachredakteuren der Umweltbehörde des Landes Bremen über ein Content-Management-System (CMS) gepflegt. Seit 2. November 2015 bekamen die Inhalte das neue Layout der Bürgerservice-Seiten von www.bremen.de und das BUISY wurde in das Webangebot der senatorischen Dienststelle integriert. Die Bezeichnung „BUISY“ wird seitdem nicht mehr genannt.